# فيرتو (فرنسا)
فيرتو هي إحدى البلديات في مقاطعة لوار أتلانتيك في غرب فرنسا. تقع على نهر سيفر نانتيز، وكانت مدينة تاريخية في بريتاني.
تعد فيرتو أحد مكونات نانت ميتروبول وهو خامس أكبر ضاحية في مدينة نانت، وتقع جنوب شرق نانت. محطة فيرتو لديها اتصالات بالسكك الحديدة إلى كليسون ونانت.

## المدن التوأم - المدن الشقيقة
توأمت فيرتو مع: 
- مورس (سويسرا)
- بودبرادي

## روابط خارجية
- الموقع الرسمي (باللغة الفرنسية)